# Vidrio arquitectónico
Vidrio arquitectónico es el vidrio utilizado como material de construcción. Se usa, típicamente, como material transparente en el exterior de la construcción; lo que elimina la tradicional diferencia entre vanos (como las ventanas) y muros. El vidrio también se utiliza para separaciones interiores y como un rasgo arquitectónico. El vidrio empleado en edificaciones suele ser de tipo seguro, entre los que están el vidrio reforzado, el vidrio templado y el vidrio laminado.

## Vidrio Crown: el primer estilo de vidrio para ventanas

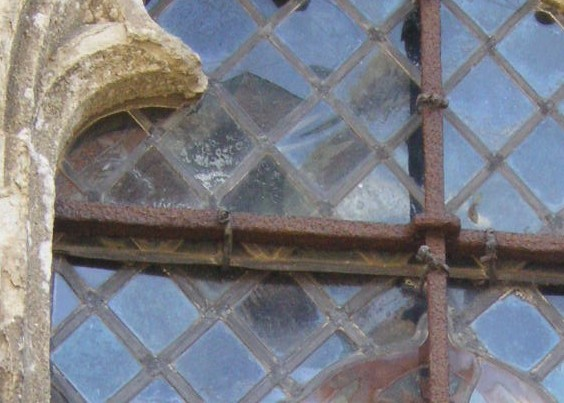
Vidrio Crown, posiblemente del.

El primer método para la fabricación de vidrios para ventanas fue el método de vidrio crown. El vidrio caliente soplado era cortado del lado opuesto al tubo y luego, rápidamente girado en una mesa antes de que se enfriara. La fuerza centrífuga forzaba al globo caliente de vidrio a convertirse en una lámina plana. La lámina sería entonces separada del tubo y cortada para formar una ventana rectangular que cupiera dentro de un marco.
En el centro de una pieza de vidrio crown, se encontraba un remanente del cuello de botella soplada original, el cual era llamado “ojo de buey” (bullseye). Las distorsiones ópticas producidas por el ojo de buey podrían reducirse puliendo el vidrio. La creación y uso de las ventanas de celosía fue en parte debido a que tres paneles regulares en forma de diamante podían ser convenientemente cortados de una sola pieza de vidrio crown, con un mínimo de desperdicio y distorsión.
Este método de fabricación de paneles de vidrio plano era muy costoso y no podría ser usado para hacer paneles grandes. Fue remplazado en el siglo XIX por el método cilíndrico, pero es utilizado todavía en construcciones tradicionales y de restauración.

## Vidrio cilíndrico
En este proceso de fabricación el vidrio es soplado dentro de un molde de hierro. Se cortan los extremos y luego se hace un corte por todo el lado del cilindro. El cilindro cortado es entonces puesto es un horno donde el mismo se despliega para formar una lámina plana de vidrio.

## Lámina de vidrio

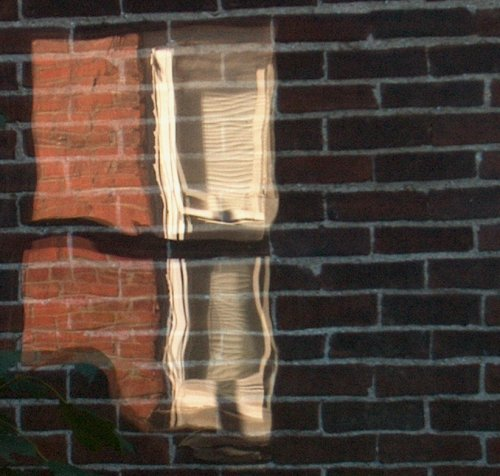
La superficie irregular del vidrio es visible en el reflejo de esta ventana.

Las láminas de vidrio eran fabricadas sumergiendo una guía en una tina de vidrio fundido. Luego se sacaba la guía hacia arriba y de forma recta para que una capa de vidrio se fuera endureciendo justo afuera de la tina. Esta capa o cinta era jalada hacia arriba de manera continua por tractores a ambos extremos mientras se enfriaba. Al llegar a 12 metros aproximadamente, la cinta era cortada de la guía para luego ser recortada en pedazos más pequeños. Este vidrio es claro pero tiene variaciones en grosor debido a pequeños cambios de temperatura durante su enfriamiento justo fuera de la tina. Estas variaciones causan líneas de distorsión. Hoy en día se puede ver este tipo de vidrio en casas antiguas. El vidrio flotado reemplazo este proceso. 

## Placa prensada de vidrio
Este vidrio es sacado del horno por un gran cucharón de hierro, el cual es llevado sobre eslingas que pasan por rieles elevados. Del cucharón, el vidrio es lanzado sobre la superficie de hierro fundido de una mesa-rodillo; el vidrio, entonces es estirado por un rodillo de hierro. Este proceso es parecido al empleado para hacer placas de vidrio pero en menor escala.
Luego la placa prensada es entonces recortada toscamente mientras está calienta y suave para remover las porciones de vidrio dañadas por el contacto directo con el cucharón. La placa, aún suave, es empujada hacia la abertura del túnel de enfriado o el horno de temperatura controlada llamado lehr, donde termina siendo transportado por un sistema de rodillos.

## Placa pulida de vidrio
El proceso de las placas pulidas de vidrio empieza con una lámina o placa prensada de vidrio. Este vidrio es dimensionalmente inexacto y frecuentemente crea distorsiones visuales. Este vidrio imperfecto es entonces lijado y pulido para resultar en un vidrio plano y claro. Este era un proceso bastante costoso.
Antes del proceso de flotado, los espejos eran placas pulidas de vidrio ya que las láminas de vidrio tenían distorsiones visuales, como aquellas vistas en los espejos de los parques de diversiones.

## Vidrio prensado con diseños

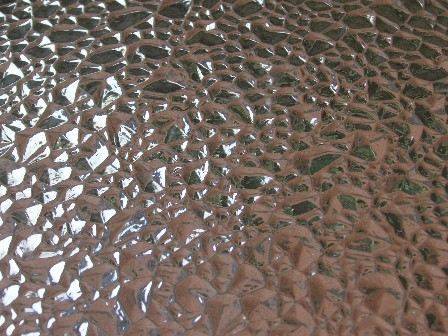
Vidrio prensado con diseños.

Los complejos estampados encontrados en los vidrios prensados con diseños son producidos de manera similar a las placas prensadas de vidrio excepto que la placa se coloca entre dos rodillos, uno de los cuales lleva el diseño. El estampado es impreso sobre la lámina por un rodillo de impresión, el cual es prensado al vidrio mientras este está aún suave. El vidrio muestra un diseño en relieve. Para terminar el vidrio es enfriado o endurecido en un lehr.
Comúnmente, el vidrio utilizado para este propósito es más blanco que los vidrios claros usados para otras aplicaciones.
Este vidrio puede ser laminado o templado dependiendo de la profundidad del diseño para producir un vidrio de seguridad.

## Vidrio flotado
El 90% del vidrio plano mundial se fabrica mediante el proceso de vidrio flotado, inventado en 1950 por Sir Alastair Pilkington, de Vidrios Pilkington. En dicho proceso el vidrio fundido es vertido en uno de los extremos de una tina con estaño líquido; el vidrio flota en el estaño y se nivela a medida que se esparce por la tina, dotándole al vidrio de una superficie lisa y suave por ambos lados. El vidrio se enfría y se solidifica lentamente mientras se desplaza sobre el estaño fundido y deja la tina de estaño en forma de una cinta continua. Luego, el vidrio es endurecido, enfriándolo en un horno llamado lehr. El producto final tiene una superficie casi perfecta.
Una muy pequeña cantidad de estaño se incrustra en el vidrio en la zona de contacto. La parte con estaño se convierte fácilmente es un espejo. Esta “característica” aceleró el cambio de placas de vidrio a vidrio flotado. El lado con estaño es también más suave y fácil de rayar.
El vidrio se fabrica con grosor estándar (métrico) de 2, 3, 4, 5, 6, 8, 12, 15, 19 y 22 mm. El vidrio fundido que flota en estaño es una atmósfera de nitrógeno/hidrógeno se dispersará hasta un grosor de 6 mm y se detendrá debido a la tensión superficial. Un vidrio más delgado se fabrica estirando el vidrio mientras flota en el estaño y se enfría. De la misma manera, se produce vidrio más grueso comprimiéndolo y no permitiendo que se expanda mientras se enfría en el estaño.

## Vidrio prisma
El vidrio prisma es un vidrio arquitectónico utilizado alrededor de fines de siglo para proveer iluminación en espacios bajo tierra o en áreas que de otra manera serían difíciles de iluminar. El vidrio prisma utiliza un lente convexo diseñado para ayudar a iluminar más que un vidrio común y corriente. Los vidrios prisma pueden ser encontrados en aceras y en esta forma también es conocido como iluminación de bóvedas.

## Vidrio fortalecido (Annealed)
El vidrio fortalecido no tiene ningún tipo de daño interno causado por tratamiento de calor, es decir, un enfriado rápido o endurecido/fortalecimiento a base de calor. El vidrio se fortalece (anneal) cuando se le calienta por encima del punto de transición y luego se le permite enfriarse lentamente sin ser templado. El vidrio flotado es fortalecido durante su proceso de fabricación. Sin embargo, la mayoría de los vidrios templados están hechos de vidrio flotado que ha sido tratado con calor.
El vidrio fortalecido se rompe en pedazos grandes y dentados que pueden causar serias heridas y por esta razón es considerado peligroso para aplicaciones arquitectónicas. En muchas partes del mundo los códigos de construcción restringen el uso de vidrio fortalecido en áreas donde hay alto riego de roturas y heridas, por ejemplo: baños, paneles internos, salidas de emergencia y a bajas alturas en escuelas o casas.

## Vidrio laminado

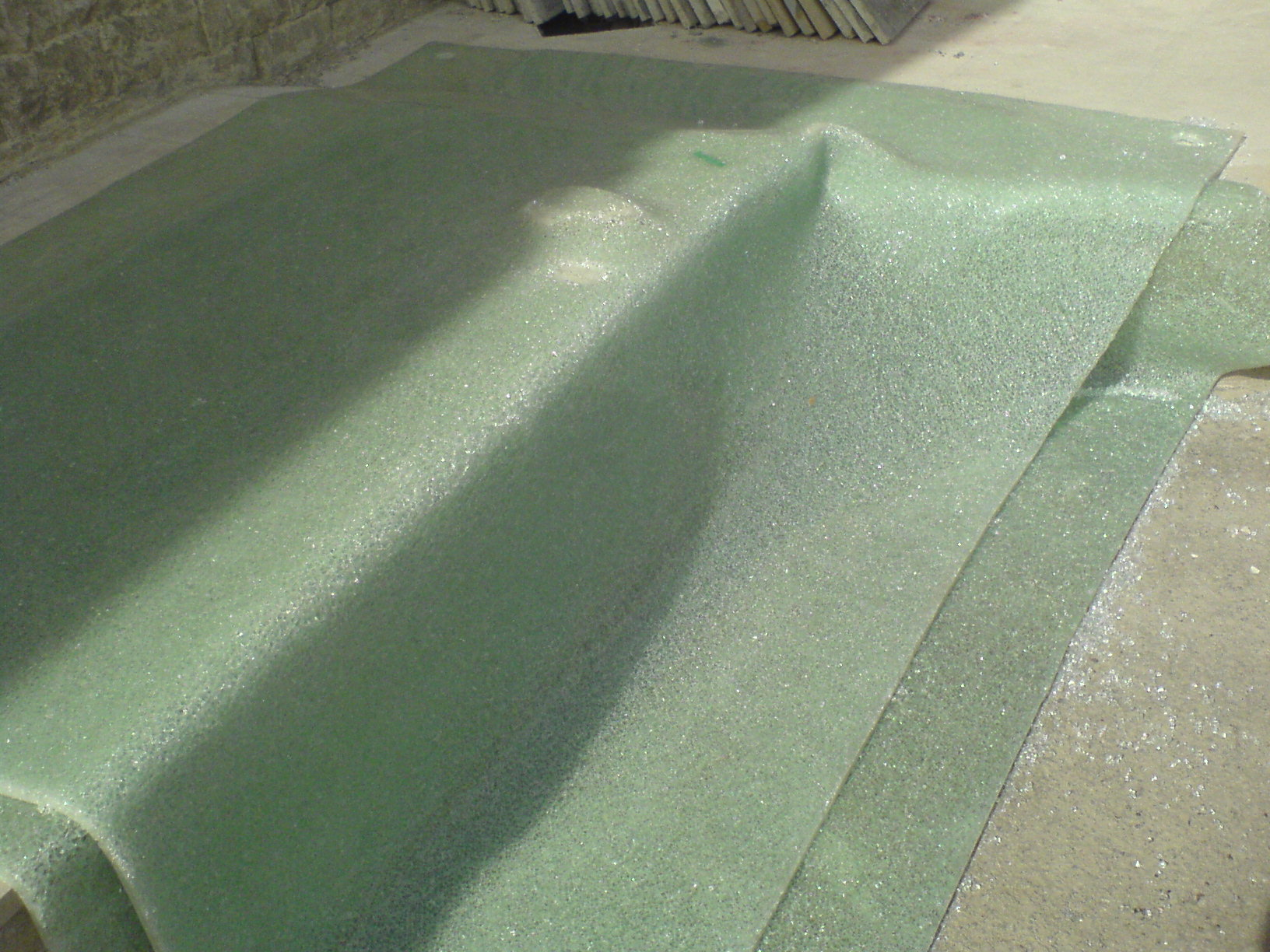
Vidrio laminado roto.

El vidrio laminado es un tipo de vidrio de seguridad que se mantiene unido cuando se rompe. El vidrio se mantiene unido mediante una película intermedia de butiral de polivinilo (PVB) entre sus capas. La película intermedia mantiene las capas de vidrio unidas incluso cuando se rompe y su fortaleza evita que el vidrio se rompa en pedazos grandes y filosos. Esto produce la característica forma de “tela de araña” cuando el impacto no es lo suficientemente fuerte como para perforar por completo el vidrio.
El vidrio laminado se utiliza normalmente cuando hay posibilidades de impacto contra personas o cuando el vidrio podría caer y romperse. Los escaparates de tiendas y parabrisas son de vidrio laminado. La película intermedia de butiral de polivinilo (PVB) también le da al vidrio un mayor aislamiento de sonidos, debido a su efecto aislante; también bloquea un 99% de los rayos UV transmitidos por el sol.